# Ново Прачно
Ново Прачно (хорв. Novo Pračno) — населений пункт у Хорватії, у Сисацько-Мославинській жупанії у складі міста Сисак.

## Населення
Населення за даними перепису 2011 року становило 452 осіб.
Динаміка чисельності населення поселення:

## Клімат
Середня річна температура становить 11,21 °C, середня максимальна – 25,58 °C, а середня мінімальна – -5,52 °C. Середня річна кількість опадів – 933 мм.
| Клімат поселення                              | Клімат поселення | Клімат поселення | Клімат поселення | Клімат поселення | Клімат поселення | Клімат поселення | Клімат поселення | Клімат поселення | Клімат поселення | Клімат поселення | Клімат поселення | Клімат поселення | Клімат поселення |
| Показник                                      | Січ.             | Лют.             | Бер.             | Квіт.            | Трав.            | Черв.            | Лип.             | Серп.            | Вер.             | Жовт.            | Лист.            | Груд.            |                  |
| Середній максимум, °C                         | 6,81             | 8,60             | 13,08            | 17,60            | 22,49            | 25,58            | 24,62            | 23,79            | 20,01            | 14,96            | 9,72             | 5,22             |                  |
| Середня температура, °C                       | 0,64             | 2,42             | 6,92             | 11,45            | 16,33            | 19,42            | 21,12            | 20,29            | 16,50            | 11,46            | 6,22             | 1,72             |                  |
| Середній мінімум, °C                          | −5,52            | −3,74            | 0,76             | 5,28             | 10,17            | 13,27            | 17,62            | 16,78            | 13,00            | 7,96             | 2,71             | −1,78            |                  |
| Норма опадів, мм                              | 57               | 55               | 63               | 75               | 82               | 93               | 83               | 87               | 85               | 88               | 93               | 72               |                  |
| Середньомісячна швидкість вітру, м/с          | 1.71             | 1.90             | 2.32             | 2.20             | 2.00             | 1.90             | 1.80             | 1.70             | 1.70             | 1.70             | 1.80             | 1.80             |                  |
| Середньомісячна сонячна радіація, кДж/м²·день | 4252             | 7032             | 10727            | 15228            | 19428            | 21464            | 22596            | 19625            | 14508            | 8977             | 4728             | 3479             |                  |
| --------------------------------------------- | ---------------- | ---------------- | ---------------- | ---------------- | ---------------- | ---------------- | ---------------- | ---------------- | ---------------- | ---------------- | ---------------- | ---------------- | ---------------- |
| Джерело:                                      |                  |                  |                  |                  |                  |                  |                  |                  |                  |                  |                  |                  |                  |